# 규슈 단다이
규슈 단다이(일본어: 九州探題)는 가마쿠라 시대부터 무로마치 시대에 걸쳐, 무가정권(막부)이 규슈를 통치하기 위해 설치한 군사적 보조기관이다. 당초에는 진제이 간레이(일본어: 鎮西管領 ちんぜいかんれい[*])이라고도 하였다.
한국의 《조선왕조실록》에는 구주절도사(九州節度使)·구주목(九州牧)·구주탐제(九州探題)로, 신숙주의 《해동제국기》에는 구주부탐제(九州府探題), 진서절도사(鎭西節度使), 구주백(九州伯), 구주도독(九州都督), 구주도원수(九州都元帥), 구주도독부탐제(九州都督府探題), 구주총관(九州摠管) 등의 중국식 관직으로 표현되어 있다.

## 개요
가마쿠라 시대(鎌倉時代)인 에이닌(永仁) 원년(1293년) 설치된 진제이 단다이(鎮西探題)를 답습하는 형태로 무로마치 시대에 규슈 지역의 통치를 위해 설치되었다. 무로마치 막부는 교토에 정권을 세웠기 때문에, 가마쿠라에 설치된 가마쿠라 구보(鎌倉公方)가 간토(関東)를 중심으로, 오슈 단다이(奥州探題)가 도호쿠 지방(東北地方)을 통치했다. 규슈 단다이는 규슈 통치를 담당했으며 고려(조선)과의 외교 등도 함께 행했다.
고다이고 천황(後醍醐天皇)의 겐무 신정(建武の新政)에서 이반한 아시카가 다카우지(足利尊氏)가 교토 공략에 실패하고 규슈로 내려와 반격 태세를 갖추고 쇼니씨(少弐氏)와 함께 다타라하마 전투(多々良浜の戦い)에서 천황측인 기쿠치 씨(菊池氏) 등을 쳐부수고 동쪽으로 올라갔다. 이때 다카우지는 잇시키 노리우지(一色範氏)를 다자이후(大宰府)에 남겨두었다. 이것이 규슈 단다이의 시작이었다.
그러나 규슈에 있어서 시마즈씨(島津氏), 오토모 씨(大友氏) 등은 이를 따르지 않았고, 규슈에서 기존에 세력을 지니고 있었던 쇼니 씨와도 대립하였다. 이어 고다이고 천황의 아들인 가네요시 친왕(懐良親王)이 기쿠치 씨에게 옹립되어, 잇시키 씨로부터 다자이후를 차지하고 규슈에 남조(南朝) 세력을 구축하였다.
무로마치 막부의 중신인 시바 다카쓰네(斯波高経)의 적남인 시바 우지쓰네(斯波氏経) 그리고 시부카와 요시유키(渋川義行)가 규슈 단다이에 임명된 뒤, 막부 3대 쇼군(将軍)인 아시카가 요시미쓰(足利義満)의 시대인 오안(応安) 3년/겐토쿠(建徳) 원년(1370년)에 간레이(管領) 호소카와 요리유키(細川頼之)에 의해 이마가와 사다요(今川貞世, 료슌)가 규슈 단다이로 임명되었고, 남조 세력을 쓸어내고 고케닌(御家人)의 슈고(守護) 피관화(被官化)에 힘있었다. 료슌은 또한 고려에서 왜구 금압을 요구하기 위한 사자로써 파견되어 온 정몽주를 맞이하고 당시 한반도 및 중국 해안을 돌며 약탈을 자행하던 일본발 해적 집단인 왜구(倭寇) 토벌에 대한 요청을 수락하였으며, 막부의 대명(對明) 교역(감합무역)의 개시에도 관여하였다.
고랴쿠(康暦) 원년/덴주(天授) 5년(1379년)에 벌어진 고랴쿠 정변(康暦の政変)으로 인해 이마가와 료슌을 지원하던 호소카와 요리유키가 실각하게 된다. 규슈에서 독자적 세력을 지니고 있던 이마가와 료슌은 오에이 2년(1395년) 해임되고, 후임으로 요리유키의 정적 시바 요시마사(斯波義将)의 사위인 시부카와 미쓰요리(渋川満頼, 요시유키의 아들)가 취임하였으며, 히젠(肥前)의 아야베 성(綾部城)을 규슈 단다이후(九州探題府) 겸 히젠 슈고쇼(守護所)로써 거점으로 삼는다. 이후는 계속해서 시부카와 씨가 규슈 단다이 직위를 잇는다.
그러나 쇼니 씨와의 전투로 시부카와 씨는 쇠퇴하고, 주고쿠(中国) 지방의 슈고 다이묘 오우치 씨(大内氏)의 후원이 없이는 존속할 수 없는 지경에까지 이르게 된다. 그리고 시부카와 요시나가(渋川義長)가 쇼니 씨와 내통하다 덴분(天文) 3년(1534년) 오우치 씨의 공격으로 전사하고, 이후 규슈 단다이의 쇠미는 결정적인 것이 되었으며, 최종적으로 덴분 24년에 마지막 단다이 영지였던 지쿠젠(筑前)의 누이노하마(姪浜)가 오우치 씨에 의해 접수되어, 사실상 규슈 단다이는 이름만 남게 되었다.
센고쿠 시대(戦国時代)에도 규슈 단다이는 형식적인 막부 직위로서 존재해, 시부카와 씨의 멸망 후에는 오토모 소린(大友宗麟) 등이 여기에 임명된다. 에도 시대(江戸時代)에는 비슷한 역할을 맡은 사이고쿠 군다이(西国郡代)가 설치되었다.

## 규슈 단다이의 인물
- 잇시키 노리우지 1336-1347
- 잇시키 나오우지 1347-1351
- 아시카가 다다후유 1351-1361
- 시바 우지쓰네 1361-1365
- 시부카와 요시유키 1365-1371
- 이마가와 사다요 1371-1396
- 시부카와 미쓰요리 1396-1419
- 시부카와 요리토시 1419-1428
- 시부카와 미쓰나오 1428-1434
- 시부카와 노리나오 1434-1490
- 시부카와 마사노리 1490-1500
- 시부카와 다다시게 1500-1504
- 시부카와 요시나가 1504-1533

## 같이 보기
- 단다이
- 진제이 단다이